# Villa Pandolfini
Villa Pandolfini si trova nella frazione di Ponte a Signa, nel comune di Lastra a Signa. 

## Storia e descrizione
La villa fu costruita alla fine del XV secolo (1485-1488) su progetto attribuito a Desiderio da Settignano su commissione di Battista di Pandolfo Pandolfini.
Precedentemente la famiglia Pandolfini era proprietaria della torre che si trova attualmente davanti al cancello della villa , è qui che Agnolo Pandolfini, amico di Cosimo il Vecchio e fine letterato, ospitò Leon Battista Alberti (rettore di San Martino a Gangalandi tra il 1432 ed il 1472), Benedetto da Rovezzano, Papa Eugenio IV, Renato D'Angiò, Francesco Sforza.
Invece nella villa è certa la presenza del re di Francia Carlo VIII a novembre del 1494, quando si apprestava ad entrare in Firenze, ospite di Battista di Pandolfo.
Nel 1633 Filippo di Pandolfo Pandolfini fece eseguire notevoli modifiche: una grande terrazza sul fronte principale verso la via Livornese con i sottostanti locali di servizio, la cappella, la limonaia e la sistemazione del giardino. La consistenza dell'ampliamento risulta dal confronto con la pianta della villa disegnata da Giovanni Vasari Il Giovane, alla fine del cinquecento, in epoca precedente al restauro.
All'interno la villa ha un aspetto ottocentesco. Il grande salone prospiciente la loggia ha un soffitto affrescato con soggetti bucolici e di caccia tipici di un neoclassicismo arcadico. Rifacimenti ottocenteschi, voluti dai Ducessois-Prat giunti in Italia in seguito alla rivoluzione Francese, sono visibili anche nel giardino, in particolare nel padiglione a Rocaille. 
La villa dopo essere appartenuta alla famiglia Pandolfini, è passata alla famiglia Samminiatelli, poi alla famiglia Prat-Ducessois, infine alla famiglia Brogi.
Attualmente è sede dell'Azienda Agricola dei Marchesi Prat e dell'Accademia Italiana di Cucina Pandolfini, fondata nel 1990.